# Blaž Kajdiž
Blaž Kajdiž, slovenski veslač, * 1977, Kranj
Kajdiž, ki vesla za Veslaški klub Bled, je nastopal za slovensko veslaško reprezentanco na Svetovnem mladinskem prvenstvu v veslanju leta 1994 v Münchnu v dvojnem četvercu, na svetovnem prvenstvu U23, leta 1998 v Ioannini (8. mesto) in leta 1999 v Hamburgu (5. mesto) v lahkem dvojnem dvojcu, ter na svetovnem prvenstvu v veslanju 2001 v Luzernu (13. mesto) v lahkem enojcu. Na Sredozemskih igrah v Tunisu leta 2001 je osvojil bronasto medaljo.